# Iftikhar Chaudhry

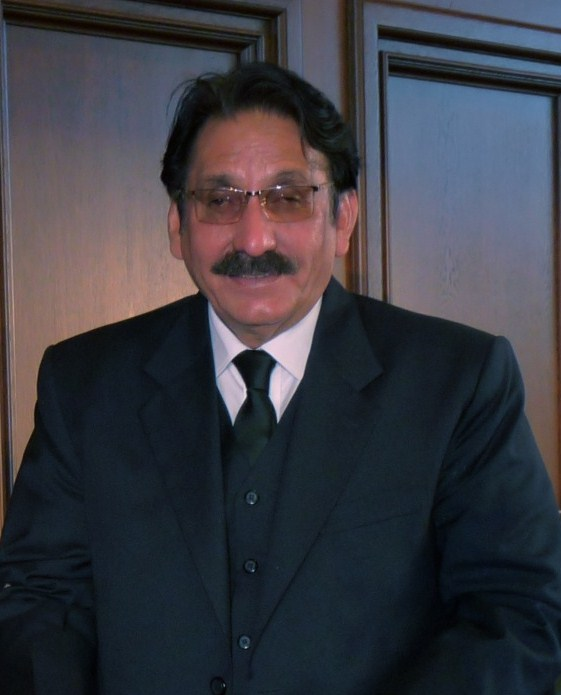
Iftikhar Chaudhry.

Iftikhar Chaudhry, född 12 december 1948 i Faisalabad, Punjab, Pakistan, var Pakistans tjugonde chef för högsta domstolen. 
Han tillträdde chefsposten efter att ha blivit utsedd av Pervez Musharraf i maj 2005. I mars 2007 blev han sparkad av Musharraf, men återfick posten fyra månader senare efter en dom i högsta domstolen. Vid denna tiden blev Chaudhry en viktig symbol för oppositionen i Pakistan. Efter att presidenten i november 2007 införde undantagstillstånd i landet blev Chaudhry åter sparkad från posten.
Efter att Asif Ali Zardari tillträtt som president under 2008 pågick stora demonstrationer för att Chaudhry skulle återfå sin post, vilket regeringen gick med på 15 mars 2009.